# Reazione di Cacchi
La Reazione di Cacchi è una reazione in chimica organica nella quale si ottiene la sintesi di indoli 2,3-disostituiti a partire dalle o-alchiniltrifuoracetanilidi mediante l'impiego di catalizzatori di palladio. La reazione è stata scoperta nel 1992 da Sandro Cacchi, professore di chimica organica all'Università di Roma La Sapienza. Questa sintesi, unica nel genere, permette la costruzione di un nucleo pirrolico funzionalizzato in un solo passaggio, mentre le sintesi sinora proposte o risultavano molto più complesse o richiedevano nuclei indolici già funzionalizzati in posizione 3.